# Jimmy Crapnell
James Sermagour Crapnell, couramment appelé Jimmy Crapnell, est un footballeur international puis entraîneur écossais, né le 4 juin 1903, à Paisley, Renfrewshire et mort le 24 décembre 1991 .
Il compte 9 sélections en équipe d'Écosse.

## Biographie

### Carrière en club
Natif de Paisley, Renfrewshire, il joue au poste de défenseur, d'abord pour Cambuslang Rangers (en) avant de s'engager en 1926 pour Airdrieonians où il connaîtra ses meilleures années. Il est d'ailleurs le joueur ayant reçu le plus de capes avec le maillot d'Airdrieonians. Il signera ensuite en 1932 pour Motherwell lors d'un transfert pour un montant de 2 000 £.
Il prit sa retraite en 1934 pour se lancer dans une carrière dans les assurances, avant de faire un bref retour avec l'équipe réserve de Motherwell et de prendre de nouveau sa retraite.
Reconverti comme entraîneur après la Seconde Guerre mondiale, il dirigea Alloa une année en 1946 puis St Johnstone pendant 6 ans, entre 1947 et 1953.

### Carrière internationale
Jimmy Crapnell reçoit 9 sélections en faveur de l'équipe d'Écosse. Il joue son premier match le 13 avril 1929, pour une victoire 1-0, à l'Hampden Park de Glasgow, contre l'Angleterre en British Home Championship. Il reçoit sa dernière sélection le 8 mai 1932, pour une victoire 4-0, au Windsor Park de Belfast, contre l'Irlande en British Home Championship. Il n'inscrit aucun but lors de ses 9 sélections.
Il participe avec l'Écosse aux British Home Championships de 1929, 1931, 1932 et 1933. 

## Palmarès

### Comme joueur
- Airdrieonians :
  - Vainqueur de la Lanarkshire Cup (en) en 1931

- Motherwell :
  - Vice-champion d'Écosse en 1932-33 et 1933-34
  - Finaliste de la Coupe d'Écosse en 1933

### Comme entraîneur
- St Johnstone :
  - Vainqueur de la B Division Supplementary Cup en 1948-49